# GT.M
GT.M е високопроизводителна ключ – стойност база данни машинно оптимизирана за Transaction Processing. GT.M е и платформа за разработка на приложения и компилатор за ISO стандарт M език, известен още като MUMPS.

GT.M е абревиатура на Greystone Technology M и е разработена от Greystone Technology Corp през 1980 г. Тя е имплементация на ANSI стандарт М за различни UNIX системи и OpenVMS. GT.M също предлага оптимизиращ компилатор, който произвежда програмен код от обекти, който не изисква интерпретиране по време на изпълнението.